# Blånäbbad sottyrann
Blånäbbad sottyrann (Knipolegus cyanirostris) är en fågel i familjen tyranner inom ordningen tättingar.

## Utbredning och systematik
Fågeln förekommer i sydöstra Brasilien Uruguay, östra Paraguay och nordöstra Argentina. Den behandlas som monotypisk, det vill säga att den inte delas in i några underarter.

## Status
IUCN kategoriserar arten som livskraftig.